# Херберт (остров)
Херберт (алеут. Chiĝulax̂, англ. Herbert Island) — один из Четырехсопочных островов. Административно остров относится к американскому штату Аляска.

## География
Херберт — скалистый необитаемый остров округлой формы диаметром около 10 км. На острове находится потухший вулкан . Наивысшая точка — 1280 м над уровнем моря. Климат на острове холодный морской, с частыми туманами и осадками.